# Comuna Hrvatska Dubica, Sisak-Moslavina
Hrvatska Dubica este o comună în cantonul Sisak-Moslavina, Croația, având o populație de 2.089 de locuitori (2011).

## Demografie
Componența etnică a comunei Hrvatska Dubica
     Croați (75,3%)
     Sârbi (22,4%)
     Necunoscut (0,86%)
     Neclasificat (1,29%)
Componența confesională a comunei Hrvatska Dubica
     Catolici (73,38%)
     Ortodocși (22,16%)
     Musulmani (1,63%)
     Fără religie și atei (1,01%)
     Necunoscută (1,58%)
     Alte religii (0,24%)
Conform recensământului din 2011, comuna Hrvatska Dubica avea 2.089 de locuitori. Din punct de vedere etnic, majoritatea locuitorilor (75,3%) erau croați, cu o minoritate de sârbi (22,4%). Apartenența etnică nu este cunoscută în cazul a 0,86% din locuitori. Din punct de vedere confesional, majoritatea locuitorilor (73,38%) erau catolici, existând și minorități de ortodocși (22,16%), musulmani (1,63%) și persoane fără religie și atei (1,01%). Pentru 1,58% din locuitori nu este cunoscută apartenența confesională.